# アルダウーリ
アルダウーリ（イタリア語: Ardauli）は、イタリア共和国サルデーニャ自治州オリスターノ県にある、人口約800人の基礎自治体（コムーネ）。

## 地理

### 位置・広がり

#### 隣接コムーネ
隣接するコムーネは以下の通り。
- ギラルツァ
- ネオネーリ
- ヌゲードゥ・サンタ・ヴィットーリア
- ソッラディーレ
- タダズーニ
- ウラ・ティルソ